# Doddachikkanahalli, Sira
Doddachikkanahalli là một làng thuộc tehsil Sira, huyện Tumkur, bang Karnataka, Ấn Độ.